# Cooper (banda de España)
Cooper es el proyecto musical en solitario de Alejandro Díez Garín, exlíder de la banda mod Los Flechazos.

## Historia
Grupo indie afincado en León (España) que nace en el año 2000 de la mano de Alejandro Díez Garín.
Después de publicar varios discos editados con diferentes formaciones y productores, Alejandro anuncia la disolución de la banda y su retirada definitiva de la música a finales del 2019. En concreto, da su último concierto en Madrid, el sábado 9 de noviembre de 2019.

## Discografía

### Álbumes
- Fonorama (2000)

#### Canciones
1. Un nudo en la garganta
2. Tecnicolor
3. Cuando duerme junto a mi
4. Buzo
5. Imposible
6. Vértigo
7. Avenida de cristal
8. Rascacielos
9. Diciembre
10. En el parque
11. Es tarde

- Mi Universo (2012)

1. Mi universo
2. Alicia
3. Cortometraje
4. Primer día
5. Saltos de esquí
6. Arizona
7. El regalo
8. La señal
9. En la basura
10. Carrusel

- uhf (2014)

1. Ideal
2. Entre girasoles
3. Bengalas
4. Hipsters
5. Brick Lane
6. Nosotros

### Compilaciones
- Retrovisor (2004)

Canciones:
01.   	Cierra los ojos  	   
02.  	Rabia 	  	
03.  	Cerca del sol 	  	
04.  	747 	  	
05.  	Múnich 	  		   	  	  	 
06.  	Oxidado 	  		   	  	  	 
07.  	A oscuras 	  		   	  	  	 
08.  	Yo sé lo que te pasa 	  		   	  	  	 
09.  	Silverstone 	  		   	  	  	 
10.  	Lejos 	  	   	  	  	 
11.  	Sin respiración 	  		   	  	  	 
12.  	Quiero regresar
- Aeropuerto (2009)

Canciones:
01.   	Hyde Park  	   	
02.  	Canción de viernes 	  	
03.  	El círculo polar 	  	
04.  	El sur 	  	 	  	  	 
05.  	Ruido 	  		  	  	 
06.  	En el sofá 	  	  	  	 
07.  	Lisboa 	  	  	   	  	  	 
08.  	Steph 	  	
09.  	Mi diario 	  	
10.  	Un día de furia 	  	
11.  	El sueño 	  	  	   	  	  	 
12.  	Rainman 	  	 	  	  	 
13.  	Ola de calor 	  	 	  	  	 
14.  	La edad de la inocencia
- Popcorner [30 años viviendo en la Era Pop] (2016)

Canciones:
01.  	No quero recordarte (canción nueva)
02.  	Los Flechazos - Un bidón de gasolina
03.  	Los Flechazos - Viviendo en la Era Pop
04.  	Los Flechazos - Callejear
05.  	Los Flechazos - En el club
06.  	Los Flechazos - La reina del muelle
07.  	Los Flechazos - Quiero regresar
08.  	Los Flechazos - La chica de Mel
09.  	Los Flechazos - Suzette
10.  	Los Flechazos - Lo conseguí
11.  	Los Flechazos - Luces rojas
12.  	Los Flechazos - A toda velocidad
13.  	Los Flechazos - Go Go Girl
14.  	Los Flechazos - Daño
15.  	Los Flechazos - En tu calle
16.  	Los Flechazos - Cansado
17.  	Cooper - Buzo
18.  	Cooper - Cierra los ojos
19.  	Cooper - Rabia
20.  	Cooper - Hyde Park
21.  	Cooper - Mi universo
22.  	Cooper - Arizona
23.  	Cooper - Entre girasoles
24.  	El asiento de atrás (canción nueva).

### Sencillos
- Vértigo (2001)
- 747 (2003)
- Cierra los ojos (2003)
- Oxidado (2004)
- Rabia (2005)
- Días de cine (2006)
- Guárdame un secreto (2007)
- Lemon Pop (2008)
- Mi universo (2011)

- Datos: Q5786259